# クアラ・ルンプール・タワー

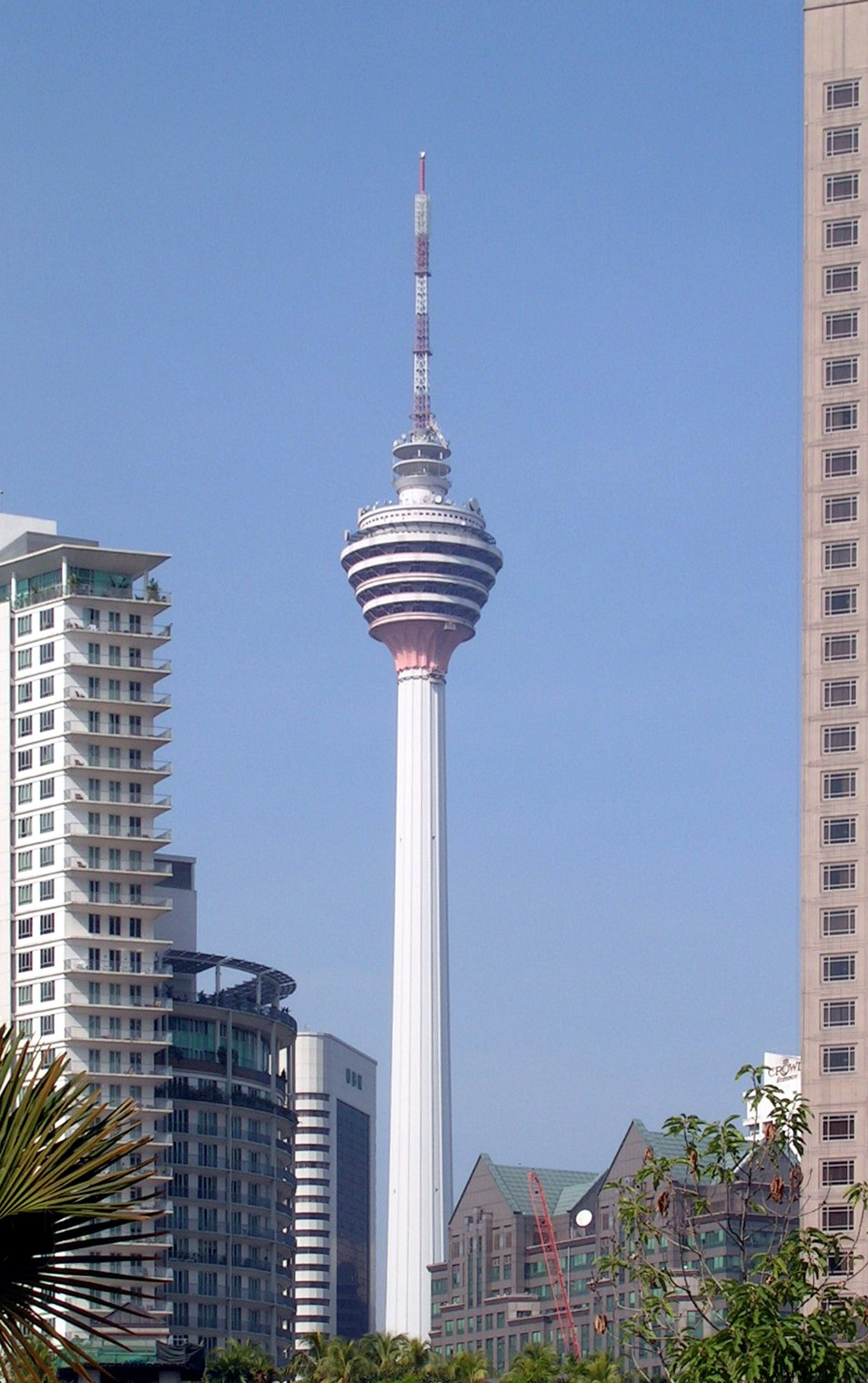
クアラ・ルンプール・タワー

クアラ・ルンプール・タワー (マレー語表記:Menara Kuala Lumpur、英語表記:Kuala Lumpur Tower) は、マレーシアの首都クアラルンプールにある通信塔。現地ではKLタワーと呼ばれることが多い。通信塔としては世界第4位の高さ (421m) で、東南アジアでは最も高い。地上276mに展望台があり、エレベーターで上ることができる。展望台から目の前に見えるペトロナスツインタワーとともに、クアラルンプールのランドマークとなっている。なお、KLタワーは標高94mの丘、ブキッ・ナナスの頂上に建てられているため、452mのペトロナスツインタワーより実際には高く見える。
1991年に着工し、1994年にマハティール・ビン・モハマド元首相が式典で最上部のアンテナを立てて、421mの塔ができあがった。内装工事も含めて1996年5月に完成し、7月23日から一般公開が開始された。

## タワーの構成

### 下部
「タワーテラス」と呼ばれる噴水広場がある。周辺は森林保護区であるため、とても静かである。

### 上部
- 1階 - 展望台

専用のイヤホンが無料で借りられ、日本語、英語など自国語でのガイドを聴きながら、展望台内を一周できる。展望台の壁には世界の通信塔が高さ順に紹介されており、東京タワーも並んでいる。なお、展望台の下は緊急時の避難場所になっている。
- 2階 - 回転レストラン

ビュッフェ形式でのランチ、ディナーが楽しめる。
- 3階 - メガビュー・バンケットデッキ（宴会場）

- 4階～6階 - 放送関連施設